# Zone Floorball Liga 2017-18
Floorballligaen 2017-18 (Unihoc Floorball Ligaen af sponsorårsager) er den 28. sæson af bedste dameliga i floorball i Danmark, og den styres af Floorball Danmark. Rækken af deltagelse af seks klubber, og deles op i Øst og Vest. Århus Floorball Klub er forsvarende mestre.

## Deltagere

### Øst
- Copenhagen FC
- Hvidovre Attack FC
- Rødovre Floorball Club

### Vest
- Frederikshavn
- Århus Floorball Klub
- AaB Floorball

## Trænere
| Klub | Træner | Spillende træner | Nationalitet | Sidste sæson |
| ---- | ------ | ---------------- | ------------ | ------------ |
|      |        |                  |              |              |

## Slutspil
Skabelon:Floorballligaen 2017-18 (damer) - Slutspil

## Årets hold
Kåres i slutningen af sæson
| Keeper | Backs | Forwards |
| ------ | ----- | -------- |
|        |       |          |
|        |       |          |
|        |       |          |
|        |       |          |
|        |       |          |
|        |       |          |